# Пєшков Максим Олексійович
Максим Олексійович Пєшков (21 липня 1897, село Мануйлівка, Полтавська губернія — 11 травня 1934, Москва), відомий як син письменника Максима Горького (Олексія Максимовича Пєшкова) та його першої дружини Катерини Пєшкової (уродженої Волжиної).
Дитячі роки (1906—1913) провів за кордоном (Німеччина, Швейцарія, Італія).
Займався різним видами спорту.
Ірина Гогуа згадувала: «Максим був дуже цікавий художник. Він, наприклад, малював тушшю маленькі картинки. Ось якось він мені приніс серію малюнків — розріз гамбурзьких публічних будинків. Уявляєте, на чверті, на половині аркуша, тушшю, розріз шестиповерхового будинку розпусти з різними ситуаціями. Причому найлютіша карикатура. Я Максу сказала, що якщо ти бачиш людей такими, то як же можна жити? А він відповів: „Ти думаєш, вони краще?“».
У квітні 1917 року вступив до РСДРП(б).
В 1918—1919 рр. служив у ЧК. Займався продовольчим постачанням столиць.
У 1920 році Максим став працювати комісаром на курсах всеобучу — щось на зразок лікнепу для червоноармійців. Тут він зібрав міцний викладацький колектив, клопотався про приміщення, про харчування курсантів. Склав цікаві плани занять, не забувши всі види спорту, які знав.
У 1922 році виїхав до батька в Італію разом з майбутньою дружиною Надією Введенською, дочкою відомого московського лікаря. Одружилися вони у Берліні. Від їхнього шлюбу народилися дочки Марфа (1925, Сорренто), в майбутньому — архітектор, і Дарина (1927, Неаполь), в майбутньому — актриса Театру імені Вахтангова.
Про Максима Пєшкова в Італії є чимало сторінок спогадів у двох нарисах з однаковою назвою «Горький» (1936 і 1939) Владислава Ходасевича, який жив у 1925 році на дачі Горького в Сорренто. 28-річний Максим постає в них як симпатичний, але гранично інфантильний молодий чоловік, що мав великі задатки акторського дарування, цікавився кіно, мотоциклами, фотографією і прагнув до Москви, оскільки Дзержинський обіцяв подарувати йому автомобіль.
У 1932 році разом з батьком, дружиною і дітьми повернувся в Москву. Не займався ніякою роботою, сибаритствував.
Через розпорядження грошима батька конфліктував з помічником і секретарем Горького П. П. Крючковим, багато пив.
Помер 11 травня 1934 року після нетривалої хвороби, причиною якої, за деякими відомостями, стало те, що Крючков залишив його нетверезого на морозі. Офіційна версія смерті — запалення легенів.
См., наприклад, спогади Ірини Гогуа, яка бачила його перед нещасливою поїздкою в Горки. Гогуа висловлювала сумніви у причині смерті.
За твердженням дочки М. А. Пєшкова: «Тато приїхав від Ягоди, що його весь час кликав і напував… вийшов з машини і попрямував до парку. Сів на лавку і заснув. Розбудила його нянечка. Піджак висів окремо. Це було 2 травня. Тато захворів і незабаром помер від двостороннього запалення легень».
Похований на Новодівичому кладовищі.
Через смерть сина Горького Перший з'їзд радянських письменників (1934) було перенесено на кілька місяців.
У 1938 році звинувачення у вбивстві сина Горького (як і самого Горького) було висунуто на Третьому Московському процесі Г.Г. Ягоді і П.П. Крючкову. Ягода визнав себе винним і стверджував, що робив це з «особистих міркувань» — закоханості в дружину Максима Н. А. Введенську-Пєшкову, яка після смерті чоловіка була деякий час його коханкою. Ягода і Крючков були розстріляні за вироком суду. Невідомо, чи відповідає дійсності це звинувачення: емігрант Ходасевич (добре знав Максима і Крючкова) і багато сучасних дослідників вважають це правдоподібним. Але, згідно книзі Р. Херлінга-Грудзинського «Сім смертей Максима Горького», підстав вірити обвинувальному висновку немає.

## У літературі
- Максим Пєшков згадується в повісті В. П. Катаєва «Хутірець в степу».